# موريس كوكلي
موريس كوكلي هو محامي وسياسي أمريكي، ولد في 9 يناير 1906، وتوفي في 14 مارس 1991. نشط حزبياً في الحزب الجمهوري. وقد انتخب عضو مجلس ولاية ويسكونسن ‏.